# Viktor Parma
Viktor Parma   (Trieste, 20 de febrer de 1858 - Maribor, 25 de desembre de 1924) fou un compositor eslovè d'origen italià.

## Biografia
Va passar la seva joventut a Venècia, Trieste, Zadar, Novo Mesto i Trento, on va obtenir el seu certificat. Va estudiar dret a Viena i va assistir a conferències del compositor Anton Bruckner. Com a estudiant, dedica el temps a ensenyar música i comença a compondre la seva primera òpera, Prince Lizika. No ho acaba i utilitzarà la música més endavant amb l'opereta Caričine amazonke. És advocat en oficines administratives de diverses ciutats cerimonials i després com a cap de districte a Litija. Va ser jubilat el 1915. A la majoria dels llocs on treballa, també organitza la vida musical.
Després de la Primera Guerra Mundial, que va passar a Viena, va ser nomenat director artístic del Teatre Nacional de Maribor. En el primer període de les seves activitats de composició, Parma pren com a models Ivan Zajc, fundador de l'Escola Nacional de Croàcia (que havia estudiat a Milà, per tant, la creença que Parma es veu influenciada pels exemples italians). La intenció era crear una escola nacional d'Eslovènia a Parma. El seu estil havia millorat molt en les seves obres posteriors, en els quals les influències de Smetana, Dvorak i Txaikovski li van permetre adquirir un veritable estil, que, barrejant-se amb la cançó popular d'Eslovènia, va donar lloc al naixement de l'òpera eslovè nacional. També trobem aquest estil en les seves operetes, encara que el model vienès també és obvi. Parma va compondre totes les seves obres sobre textos escrits en eslovè, convertint-se en autor que va compondre per primera vegada obres per al teatre en aquest idioma.
Obres que per la seva banda, Parma compon d'altres gèneres, incloent dues cantates, moltes peces per a piano, cors, lieder per a veu i piano, música de fons i un quartet de cordes. La seva obra mestra és l'òpera Zlatorog basada en una llegenda èpica dels Alps, de l'isard llegendàri amb banyes d'or. No si detecta la influència de La Wally de Alfredo Catalani.
Immediatament després de la Segona Guerra Mundial, el nou règim comunista iugoslau examina el treball de Parma, que havia estat mort durant molts anys. La seva música es considera reaccionària i severament criticada pel fet que algunes d'aquestes obres es van realitzar a Ljubljana durant l'ocupació nazi. Prohibint la seva execució. A causa d'aquest silenci imposat pel règim iugoslau, Viktor Parma va estar ignorat durant molt de temps per la musicologia eslovena i europea. La bretxa es va omplir el 2002 per una magistral biografia escrita pel musicòleg Paolo Petronio.
Entre 1977 i 1983, Maribor va intentar exhumar la música de Parma, sense cap seguiment real. Per tant, només el 2002 es va produir el retrobament de Parma al Teatre de Ljubljana, seguit de les seves obres a Novo Mesto i Maribor. Tanmateix, no hi ha dubte que, a causa del llarg silenci imposat a la seva música pel règim iugoslau, Parma encara no gaudeix per al públic eslovè dels veritables mèrits que se li haurien d'assignar com a creador de l'Escola Nacional de Música.
La música de Parma és, doncs, part del fenomen de les "escoles nacionals", sens dubte a la fi del complex general de l'evolució musical, però perfectament lògic a la seva terra natal. La qualitat de la seva música l'acosta a autors com Smetana, Grieg, Berwald, Catalani.
Mor durant una operació quirúrgica en un hospital d'aquesta ciutat. El seu cos és transportat a Ljubljana, on descansa al cementiri central.

## Obres principals
- Inspirat en primer lloc per Verdi, després torna al verisme. Ha creat diverses òperes i operetes. És el compositor eslovè més popular i prolífic.

## Operes
- Urh, Grof Celjski (Uhr, comte de Celje) - en 3 actes, primer òpera romàntica eslovena (1895),
- Ksenija - en 1 acte (1896),
- Stara pesem (La vella cançó) - en un acte (1897),
- Zlatorog - en 3 actes (1919),
- Pavliha - òpera còmica en 3 actes, acabada per Ivan Muhvić.

## Opereta
- Caričine amazonke (Les amazones de la tsarina) - en 3 actes (1902),
- Nečak (El nebot) - en 3 actes (1906),
- Venerin hram (El temple de Venus) - en 3 actes (1908),
- Zaročenec v škripcih (El promès compromès) - en 3 actes (1917).

## Música d'escena
- Rokovnjači (Fran Govekar) (1897),
- Legionarji (Fran Govekar) (1903),
- Mogočni prstan (Fran Milčinski) (1923).

## Altres
- Quartet de cordes (1922).
- Ballada per a solistes, cor i orquestra (1911).